# Konrad von Arnsberg
Konrad von Arnsberg OCarm († 31. Juli 1433) war Weihbischof in Köln.
Der wohl aus der Familie der Grafen von Arnsberg stammende Konrad wurde um die Mitte des 14. Jahrhunderts geboren. Er trat in Köln in den Karmeliterorden ein. Er lehrte Logik und war Rektor der Studenten im Kölner Karmeliterkloster. Im Jahr 1368 beschloss die Synode seines Ordens, ihn an die Universität Wien zu entsenden, um dort bei dem damals berühmten Professor Arnold de Austria auch Theologie zu studieren. Später kehrte er in seine Ordensprovinz zurück und wurde Lektor im Konvent in Kassel.
Nach dem Tod seines Vorgängers wurde Konrad 1399 Titularbischof von Venecopol in Armenien und fungierte bis 1433 unter den Erzbischöfen Friedrich III. von Saarwerden und Dietrich II. von Moers als Weihbischof.
Daneben bildete er sich wissenschaftlich weiter und immatrikulierte sich noch 1410 an der neuen Universität Köln.
In der Kölner Karmeliterkirche ließ er auf eigene Kosten eine Marienkapelle errichten. In dieser stiftete Konrad die größere marianische Bruderschaft, die sich von dort aus über Europa verbreitete und noch im 19. Jahrhundert an manchen Orten bestand.
Daneben war Konrad als Autor tätig. Er schrieb verschiedene Briefe an Geistlichkeit und Volk.
Nach seinem Tod wurde er in der von ihm gestifteten Kapelle vor dem Altar beigesetzt. Dort erinnert ein Bildnis an den Weihbischof.